# Tour d'Italie 2017
La 100e édition du Tour d'Italie a lieu du 5 au 28 mai 2017. Elle fait partie du calendrier UCI World Tour 2017 en catégorie 2.UWT.

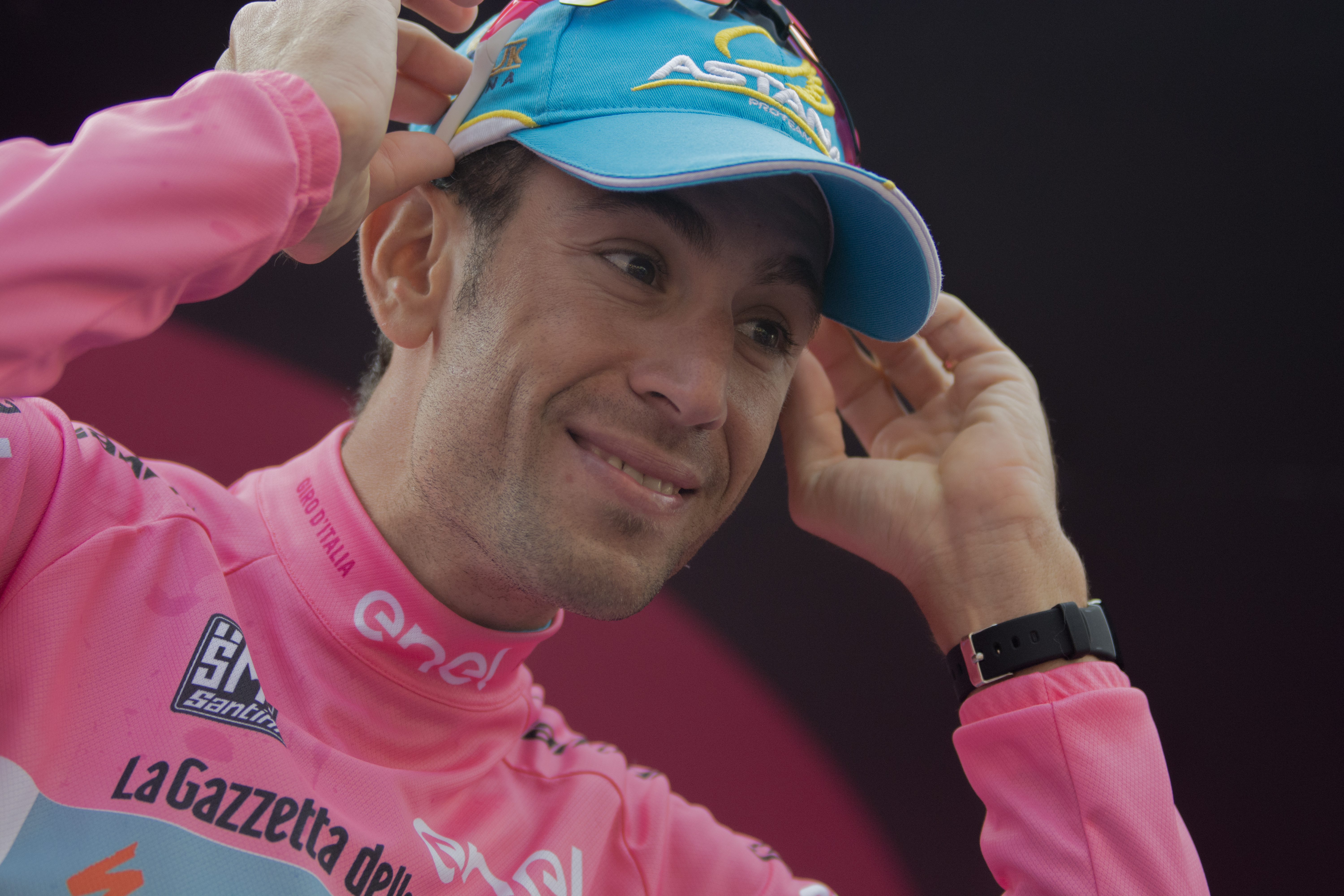
Vincenzo Nibali (Bahrain-Merida), vainqueur à deux reprises du Giro en 2013 et 2016, se présente comme un favori et termine 3e du classement général derrière Tom Dumoulin (Sunweb) et Nairo Quintana (Movistar).

Tom Dumoulin devient le premier Néerlandais vainqueur du Giro.

## Équipes
| WorldTeams (18)- AG2R La Mondiale - Astana - Bahrain-Merida - BMC Racing Team - Bora-Hansgrohe - Cannondale-Drapac - Dimension Data - FDJ - Katusha-Alpecin - Lotto NL-Jumbo - Lotto-Soudal - Movistar Team - Orica-Scott - Quick-Step Floors - Sky - Team Sunweb - Trek-Segafredo - UAE Team Emirates Équipes continentales professionnelles (4)- Bardiani CSF - CCC Sprandi Polkowice - Gazprom-RusVelo - Wilier Triestina-Selle Italia |
| |

## Étapes
La 100e édition du Tour d'Italie comporte vingt et une étapes. Les détails à propos des trois premières étapes sont annoncés au cours d'une conférence de presse le 14 septembre. Le reste du parcours est dévoilé le 25 octobre.
| Étape     | Date   | Villes étapes                             | type                        | Distance (km) | Vainqueur d'étape  | Leader du classement général |
| --------- | ------ | ----------------------------------------- | --------------------------- | ------------- | ------------------ | ---------------------------- |
| 1re étape | 5 mai  | Alghero – Olbia                           | étape vallonnée             | 206           | Lukas Pöstlberger  | Lukas Pöstlberger            |
| 2e étape  | 6 mai  | Olbia – Tortolì                           | étape vallonnée             | 221           | André Greipel      | André Greipel                |
| 3e étape  | 7 mai  | Tortolì – Cagliari                        | étape de plaine             | 148           | Fernando Gaviria   | Fernando Gaviria             |
|           | 8 mai  | Jour de repos                             | Jour de repos               |               |                    |                              |
| 4e étape  | 9 mai  | Cefalù – Etna (Rifugio Sapienza)          | étape de montagne           | 181           | Jan Polanc         | Bob Jungels                  |
| 5e étape  | 10 mai | Pedara – Messine                          | étape de plaine             | 159           | Fernando Gaviria   | Bob Jungels                  |
| 6e étape  | 11 mai | Reggio de Calabre – Terme Luigiane        | étape vallonnée             | 217           | Silvan Dillier     | Bob Jungels                  |
| 7e étape  | 12 mai | Castrovillari – Alberobello               | étape de plaine             | 224           | Caleb Ewan         | Bob Jungels                  |
| 8e étape  | 13 mai | Molfetta – Peschici                       | étape de moyenne montagne   | 189           | Gorka Izagirre     | Bob Jungels                  |
| 9e étape  | 14 mai | Montenero di Bisaccia – Blockhaus         | étape de montagne           | 149           | Nairo Quintana     | Nairo Quintana               |
|           | 15 mai | Jour de repos                             | Jour de repos               |               |                    |                              |
| 10e étape | 16 mai | Foligno – Montefalco                      | contre-la-montre individuel | 39,8          | Tom Dumoulin       | Tom Dumoulin                 |
| 11e étape | 17 mai | Florence (Ponte a Ema) – Bagno di Romagna | étape de moyenne montagne   | 161           | Omar Fraile        | Tom Dumoulin                 |
| 12e étape | 18 mai | Forlì – Reggio d'Émilie                   | étape de plaine             | 229           | Fernando Gaviria   | Tom Dumoulin                 |
| 13e étape | 19 mai | Reggio d'Émilie – Tortone                 | étape de plaine             | 167           | Fernando Gaviria   | Tom Dumoulin                 |
| 14e étape | 20 mai | Castellania Coppi – Oropa                 | étape de montagne           | 131           | Tom Dumoulin       | Tom Dumoulin                 |
| 15e étape | 21 mai | Valdengo – Bergame                        | étape de moyenne montagne   | 199           | Bob Jungels        | Tom Dumoulin                 |
|           | 22 mai | Jour de repos                             | Jour de repos               |               |                    |                              |
| 16e étape | 23 mai | Rovetta – Bormio                          | étape de montagne           | 222           | Vincenzo Nibali    | Tom Dumoulin                 |
| 17e étape | 24 mai | Tirano – Canazei                          | étape de moyenne montagne   | 219           | Pierre Rolland     | Tom Dumoulin                 |
| 18e étape | 25 mai | Moena – Ortisei/St. Ulrich                | étape de montagne           | 137           | Tejay van Garderen | Tom Dumoulin                 |
| 19e étape | 26 mai | San Candido/Innichen – Piancavallo        | étape de montagne           | 191           | Mikel Landa        | Nairo Quintana               |
| 20e étape | 27 mai | Pordenone – Asiago                        | étape de montagne           | 190           | Thibaut Pinot      | Nairo Quintana               |
| 21e étape | 28 mai | Monza (Autodromo) – Milan                 | contre-la-montre individuel | 29,3          | Jos van Emden      | Tom Dumoulin                 |

## Classements finals

### Classement général final
| \| Classement général \| Classement général \| Classement général \| Classement général \| Classement général \| \| Coureur \| Coureur \| Pays \| Équipe \| Temps \| \| ------------------ \| --------------------- \| ------------------ \| --------------------- \| ------------------ \| \| 1er \| Tom Dumoulin \| Pays-Bas \| Team Sunweb \| 90 h 34 min 54 s \| \| 2e \| Nairo Quintana \| Colombie \| Movistar Team \| + 31 s \| \| 3e \| Vincenzo Nibali \| Italie \| Bahrain-Merida \| + 40 s \| \| 4e \| Thibaut Pinot \| France \| FDJ \| + 1 min 17 s \| \| 5e \| Ilnur Zakarin \| Russie \| Katusha-Alpecin \| + 1 min 56 s \| \| 6e \| Domenico Pozzovivo \| Italie \| AG2R La Mondiale \| + 3 min 11 s \| \| 7e \| Bauke Mollema \| Pays-Bas \| Trek-Segafredo \| + 3 min 41 s \| \| 8e \| Bob Jungels \| Luxembourg \| Quick-Step Floors \| + 7 min 04 s \| \| 9e \| Adam Yates \| Royaume-Uni \| Orica-Scott \| + 8 min 10 s \| \| 10e \| Davide Formolo \| Italie \| Cannondale-Drapac \| + 15 min 17 s \| \| 11e \| Jan Polanc \| Slovénie \| UAE Team Emirates \| + 18 min 06 s \| \| 12e \| Jan Hirt \| Tchéquie \| CCC Sprandi Polkowice \| + 20 min 49 s \| \| 13e \| Maxime Monfort \| Belgique \| Lotto-Soudal \| + 21 min 59 s \| \| 14e \| Dario Cataldo \| Italie \| Astana \| + 24 min 40 s \| \| 15e \| Sébastien Reichenbach \| Suisse \| FDJ \| + 28 min 11 s \| \| 16e \| Patrick Konrad \| Autriche \| Bora-Hansgrohe \| + 35 min 50 s \| \| 17e \| Mikel Landa \| Espagne \| Team Sky \| + 37 min 09 s \| \| 18e \| Andrey Amador \| Costa Rica \| Movistar Team \| + 37 min 49 s \| \| 19e \| Hubert Dupont \| France \| AG2R La Mondiale \| + 38 min 45 s \| \| 20e \| Tejay van Garderen \| États-Unis \| BMC Racing Team \| + 57 min 13 s \| |                       |             |                       |                  |
| |                       |             |                       |                  |
| Source : ProCyclingStats |                       |             |                       |                  |
| Classement général |                       |             |                       |                  |
| Coureur | Coureur               | Pays        | Équipe                | Temps            |
| 1er | Tom Dumoulin          | Pays-Bas    | Team Sunweb           | 90 h 34 min 54 s |
| 2e | Nairo Quintana        | Colombie    | Movistar Team         | + 31 s           |
| 3e | Vincenzo Nibali       | Italie      | Bahrain-Merida        | + 40 s           |
| 4e | Thibaut Pinot         | France      | FDJ                   | + 1 min 17 s     |
| 5e | Ilnur Zakarin         | Russie      | Katusha-Alpecin       | + 1 min 56 s     |
| 6e | Domenico Pozzovivo    | Italie      | AG2R La Mondiale      | + 3 min 11 s     |
| 7e | Bauke Mollema         | Pays-Bas    | Trek-Segafredo        | + 3 min 41 s     |
| 8e | Bob Jungels           | Luxembourg  | Quick-Step Floors     | + 7 min 04 s     |
| 9e | Adam Yates            | Royaume-Uni | Orica-Scott           | + 8 min 10 s     |
| 10e | Davide Formolo        | Italie      | Cannondale-Drapac     | + 15 min 17 s    |
| 11e | Jan Polanc            | Slovénie    | UAE Team Emirates     | + 18 min 06 s    |
| 12e | Jan Hirt              | Tchéquie    | CCC Sprandi Polkowice | + 20 min 49 s    |
| 13e | Maxime Monfort        | Belgique    | Lotto-Soudal          | + 21 min 59 s    |
| 14e | Dario Cataldo         | Italie      | Astana                | + 24 min 40 s    |
| 15e | Sébastien Reichenbach | Suisse      | FDJ                   | + 28 min 11 s    |
| 16e | Patrick Konrad        | Autriche    | Bora-Hansgrohe        | + 35 min 50 s    |
| 17e | Mikel Landa           | Espagne     | Team Sky              | + 37 min 09 s    |
| 18e | Andrey Amador         | Costa Rica  | Movistar Team         | + 37 min 49 s    |
| 19e | Hubert Dupont         | France      | AG2R La Mondiale      | + 38 min 45 s    |
| 20e | Tejay van Garderen    | États-Unis  | BMC Racing Team       | + 57 min 13 s    |

### Classements annexes
| Classement par points | Classement par points | Classement par points | Classement par points         | Classement par points |
| Coureur               | Coureur               | Pays                  | Équipe                        | Points                |
| --------------------- | --------------------- | --------------------- | ----------------------------- | --------------------- |
| 1er                   | Fernando Gaviria      | Colombie              | Quick-Step Floors             | 325 pts               |
| 2e                    | Jasper Stuyven        | Belgique              | Trek-Segafredo                | 192 pts               |
| 3e                    | Sam Bennett           | Irlande               | Bora-Hansgrohe                | 117 pts               |
| 4e                    | Daniel Teklehaimanot  | Érythrée              | Dimension Data                | 100 pts               |
| 5e                    | Lukas Pöstlberger     | Autriche              | Bora-Hansgrohe                | 98 pts                |
| 6e                    | Tom Dumoulin          | Pays-Bas              | Team Sunweb                   | 80 pts                |
| 7e                    | Pavel Brutt           | Russie                | Gazprom-RusVelo               | 76 pts                |
| 8e                    | Kristian Sbaragli     | Italie                | Dimension Data                | 76 pts                |
| 9e                    | Eugert Zhupa          | Albanie               | Wilier Triestina-Selle Italia | 70 pts                |
| 10e                   | Roberto Ferrari       | Italie                | UAE Team Emirates             | 70 pts                |

| Classement par points | Classement par points | Classement par points | Classement par points         | Classement par points |
| Coureur               | Coureur               | Pays                  | Équipe                        | Points                |
| --------------------- | --------------------- | --------------------- | ----------------------------- | --------------------- |
| 1er                   | Fernando Gaviria      | Colombie              | Quick-Step Floors             | 325 pts               |
| 2e                    | Jasper Stuyven        | Belgique              | Trek-Segafredo                | 192 pts               |
| 3e                    | Sam Bennett           | Irlande               | Bora-Hansgrohe                | 117 pts               |
| 4e                    | Daniel Teklehaimanot  | Érythrée              | Dimension Data                | 100 pts               |
| 5e                    | Lukas Pöstlberger     | Autriche              | Bora-Hansgrohe                | 98 pts                |
| 6e                    | Tom Dumoulin          | Pays-Bas              | Team Sunweb                   | 80 pts                |
| 7e                    | Pavel Brutt           | Russie                | Gazprom-RusVelo               | 76 pts                |
| 8e                    | Kristian Sbaragli     | Italie                | Dimension Data                | 76 pts                |
| 9e                    | Eugert Zhupa          | Albanie               | Wilier Triestina-Selle Italia | 70 pts                |
| 10e                   | Roberto Ferrari       | Italie                | UAE Team Emirates             | 70 pts                |

| Classement du meilleur grimpeur | Classement du meilleur grimpeur | Classement du meilleur grimpeur | Classement du meilleur grimpeur | Classement du meilleur grimpeur |
| ------------------------------- | ------------------------------- | ------------------------------- | ------------------------------- | ------------------------------- |
|                                 | Coureur                         | Pays                            | Équipe                          | Point(s)                        |
| 1er                             | Mikel Landa                     | Espagne                         | Sky                             | 224 points                      |
| 2e                              | Luis León Sánchez               | Espagne                         | Astana                          | 118 pts                         |
| 3e                              | Omar Fraile                     | Espagne                         | Dimension Data                  | 104 pts                         |
| 4e                              | Nairo Quintana                  | Colombie                        | Movistar                        | 70 pts                          |
| 5e                              | Pierre Rolland                  | France                          | Cannondale-Drapac               | 70 pts                          |
| 6e                              | Ilnur Zakarin                   | Russie                          | Katusha-Alpecin                 | 66 pts                          |
| 7e                              | Igor Antón                      | Espagne                         | Dimension Data                  | 56 pts                          |
| 8e                              | Tom Dumoulin                    | Pays-Bas                        | Sunweb                          | 55 pts                          |
| 9e                              | Domenico Pozzovivo              | Italie                          | AG2R La Mondiale                | 54 pts                          |
| 10e                             | Thibaut Pinot                   | France                          | FDJ                             | 53 pts                          |
| modifier                        |                                 |                                 |                                 |                                 |

| Classement du meilleur jeune | Classement du meilleur jeune | Classement du meilleur jeune | Classement du meilleur jeune | Classement du meilleur jeune |
|                              | Coureur                      | Pays                         | Équipe                       | Temps                        |
| ---------------------------- | ---------------------------- | ---------------------------- | ---------------------------- | ---------------------------- |
| 1er                          | Bob Jungels                  | Luxembourg                   | Quick-Step Floors            | en 90 h 41 min 58 s          |
| 2e                           | Adam Yates                   | Royaume-Uni                  | Orica-Scott                  | + 1 min 6 s                  |
| 3e                           | Davide Formolo               | Italie                       | Cannondale-Drapac            | + 8 min 13 s                 |
| 4e                           | Jan Polanc                   | Slovénie                     | UAE Emirates                 | + 11 min 2 s                 |
| 5e                           | Laurens De Plus              | Belgique                     | Quick-Step Floors            | + 1 h 12 min 56 s            |
| 6e                           | Simone Petilli               | Italie                       | UAE Emirates                 | + 1 h 22 min 30 s            |
| 7e                           | Sebastián Henao              | Colombie                     | Sky                          | + 1 h 37 min 0 s             |
| 8e                           | François Bidard              | France                       | AG2R La Mondiale             | + 2 h 1 min 59 s             |
| 9e                           | Alexander Foliforov          | Russie                       | Gazprom-RusVelo              | + 2 h 2 min 26 s             |
| 10e                          | Gregor Mühlberger            | Autriche                     | Bora-Hansgrohe               | + 2 h 5 min 30 s             |
| modifier                     |                              |                              |                              |                              |

| Classement par équipes | Classement par équipes | Classement par équipes | Classement par équipes |
| Équipe                 | Équipe                 | Pays                   | Temps                  |
| ---------------------- | ---------------------- | ---------------------- | ---------------------- |
| 1re                    | Movistar Team          | Espagne                | 272 h 21 min 54 s      |
| 2e                     | AG2R La Mondiale       | France                 | + 59 min 46 s          |
| 3e                     | FDJ                    | France                 | + 1 h 19 min 56 s      |
| 4e                     | Bahrain-Merida         | Bahreïn                | + 1 h 24 min 52 s      |
| 5e                     | Cannondale-Drapac      | États-Unis             | + 1 h 27 min 19 s      |
| 6e                     | UAE Team Emirates      | Émirats arabes unis    | + 1 h 59 min 31 s      |
| 7e                     | Sky                    | Royaume-Uni            | + 1 h 59 min 41 s      |
| 8e                     | Astana                 | Kazakhstan             | + 2 h 09 min 05 s      |
| 9e                     | Trek-Segafredo         | États-Unis             | + 2 h 23 min 12 s      |
| 10e                    | Team Sunweb            | Allemagne              | + 2 h 41 min 45 s      |

| Classement par équipes | Classement par équipes | Classement par équipes | Classement par équipes |
| Équipe                 | Équipe                 | Pays                   | Temps                  |
| ---------------------- | ---------------------- | ---------------------- | ---------------------- |
| 1re                    | Movistar Team          | Espagne                | 272 h 21 min 54 s      |
| 2e                     | AG2R La Mondiale       | France                 | + 59 min 46 s          |
| 3e                     | FDJ                    | France                 | + 1 h 19 min 56 s      |
| 4e                     | Bahrain-Merida         | Bahreïn                | + 1 h 24 min 52 s      |
| 5e                     | Cannondale-Drapac      | États-Unis             | + 1 h 27 min 19 s      |
| 6e                     | UAE Team Emirates      | Émirats arabes unis    | + 1 h 59 min 31 s      |
| 7e                     | Sky                    | Royaume-Uni            | + 1 h 59 min 41 s      |
| 8e                     | Astana                 | Kazakhstan             | + 2 h 09 min 05 s      |
| 9e                     | Trek-Segafredo         | États-Unis             | + 2 h 23 min 12 s      |
| 10e                    | Team Sunweb            | Allemagne              | + 2 h 41 min 45 s      |

#### Classement par équipes aux points
| Classement par équipes aux points | Classement par équipes aux points | Classement par équipes aux points | Classement par équipes aux points |
| Équipe                            | Équipe                            | Pays                              | Points                            |
| --------------------------------- | --------------------------------- | --------------------------------- | --------------------------------- |
| 1re                               | Quick-Step Floors                 | Belgique                          | 516 pts                           |
| 2e                                | UAE Team Emirates                 | Émirats arabes unis               | 355 pts                           |
| 3e                                | Sky                               | Royaume-Uni                       | 323 pts                           |
| 4e                                | Bora-Hansgrohe                    | Allemagne                         | 308 pts                           |
| 5e                                | Movistar Team                     | Espagne                           | 297 pts                           |
| 6e                                | Dimension Data                    | Afrique du Sud                    | 289 pts                           |
| 7e                                | Team Sunweb                       | Allemagne                         | 286 pts                           |
| 8e                                | Trek-Segafredo                    | États-Unis                        | 277 pts                           |
| 9e                                | FDJ                               | France                            | 240 pts                           |
| 10e                               | Bahrain-Merida                    | Bahreïn                           | 239 pts                           |

#### Autres classements
- Classement des sprints intermédiaires[2] :  Daniel Teklehaimanot
- Classement de la combativité[3] :  Mikel Landa
- Classement Azzurri d'Italia[4] :  Fernando Gaviria
- Classement Fuga Pinarello[5] :  Pavel Brutt
- Prix du Fair-Play[6] :  Bora-Hansgrohe
- Cima Coppi[7] :  Mikel Landa
- Cima Pantani :  Tom Dumoulin

## UCI World Tour
Le barème des points du classement World Tour sur ce Tour d'Italie est le suivant :
| Position                   | 1er | 2e  | 3e  | 4e  | 5e  | 6e  | 7e  | 8e  | 9e  | 10e | 11e | 12e | 13e | 14e | 15e | 16e | 17e | 18e | 19e | 20e | 21e à 25e | 26e à 30e | 31e à 40e | 41e à 50e | 51e à 55e | 56e à 60e |
| -------------------------- | --- | --- | --- | --- | --- | --- | --- | --- | --- | --- | --- | --- | --- | --- | --- | --- | --- | --- | --- | --- | --------- | --------- | --------- | --------- | --------- | --------- |
| Classement général         | 850 | 680 | 575 | 460 | 380 | 320 | 260 | 220 | 180 | 140 | 120 | 100 | 84  | 68  | 60  | 56  | 52  | 48  | 44  | 40  | 32        | 24        | 20        | 16        | 12        | 8         |
| Par étapes                 | 100 | 40  | 20  | 12  | 4   |     |     |     |     |     |     |     |     |     |     |     |     |     |     |     |           |           |           |           |           |           |
| Classements finals annexes | 100 | 40  | 20  |     |     |     |     |     |     |     |     |     |     |     |     |     |     |     |     |     |           |           |           |           |           |           |
| Leader par étapes          | 20  |     |     |     |     |     |     |     |     |     |     |     |     |     |     |     |     |     |     |     |           |           |           |           |           |           |

| #  | Coureur            | Équipe            | Points |
| -- | ------------------ | ----------------- | ------ |
| 1  | Tom Dumoulin       | Sunweb            | 1290   |
| 2  | Nairo Quintana     | Movistar          | 916    |
| 3  | Vincenzo Nibali    | Bahrain-Merida    | 699    |
| 4  | Thibaut Pinot      | FDJ               | 656    |
| 5  | Fernando Gaviria   | Quick-Step Floors | 572    |
| 6  | Ilnur Zakarin      | Katusha-Alpecin   | 504    |
| 7  | Bob Jungels        | Quick-Step Floors | 440    |
| 8  | Domenico Pozzovivo | AG2R La Mondiale  | 360    |
| 9  | Mikel Landa        | Sky               | 352    |
| 10 | Bauke Mollema      | Trek-Segafredo    | 272    |

| Suite du classement (11-80) | Suite du classement (11-80) | Suite du classement (11-80) | Suite du classement (11-80) |
| --------------------------- | --------------------------- | --------------------------- | --------------------------- |
| #                           | Coureur                     | Équipe                      | Points                      |
| 11                          | Jan Polanc                  | UAE Emirates                | 220                         |
| 12                          | Adam Yates                  | Orica-Scott                 | 192                         |
| 13                          | Pierre Rolland              | Cannondale-Drapac           | 172                         |
| 14                          | André Greipel               | Lotto-Soudal                | 164                         |
| 15                          | Rui Costa                   | UAE Emirates                | 144                         |
| -                           | Gorka Izagirre              | Movistar                    | 144                         |
| 17                          | Davide Formolo              | Cannondale-Drapac           | 140                         |
| -                           | Lukas Pöstlberger           | Bora-Hansgrohe              | 140                         |
| -                           | Caleb Ewan                  | Orica-Scott                 | 140                         |
| -                           | Tejay van Garderen          | BMC Racing                  | 140                         |
| 21                          | Jasper Stuyven              | Trek-Segafredo              | 124                         |
| 22                          | Sam Bennett                 | Bora-Hansgrohe              | 120                         |
| -                           | Omar Fraile                 | Dimension Data              | 120                         |
| 24                          | Silvan Dillier              | BMC Racing                  | 100                         |
| -                           | Jos van Emden               | Lotto NL-Jumbo              | 100                         |
| 26                          | Luis León Sánchez           | Astana                      | 88                          |
| 27                          | Maxime Monfort              | Lotto-Soudal                | 84                          |
| 28                          | Dario Cataldo               | Astana                      | 72                          |
| 29                          | Geraint Thomas              | Sky                         | 60                          |
| -                           | Sébastien Reichenbach       | FDJ                         | 60                          |
| 31                          | Patrick Konrad              | Bora-Hansgrohe              | 56                          |
| 32                          | Roberto Ferrari             | UAE Emirates                | 52                          |
| 33                          | Andrey Amador               | Movistar                    | 48                          |
| 34                          | Giovanni Visconti           | Bahrain-Merida              | 44                          |
| -                           | Hubert Dupont               | AG2R La Mondiale            | 44                          |
| 36                          | Rüdiger Selig               | Bora-Hansgrohe              | 40                          |
| 37                          | Giacomo Nizzolo             | Trek-Segafredo              | 32                          |
| -                           | Franco Pellizotti           | Bahrain-Merida              | 32                          |
| -                           | Stef Clement                | Lotto NL-Jumbo              | 32                          |
| -                           | Laurens De Plus             | Quick-Step Floors           | 32                          |
| -                           | Winner Anacona              | Movistar                    | 32                          |
| 42                          | Michael Woods               | Cannondale-Drapac           | 28                          |
| 43                          | Simone Petilli              | UAE Emirates                | 24                          |
| -                           | Ben Gastauer                | AG2R La Mondiale            | 24                          |
| -                           | Rubén Plaza                 | Orica-Scott                 | 24                          |
| -                           | Sebastián Henao             | Sky                         | 24                          |
| 47                          | Manuel Quinziato            | BMC Racing                  | 20                          |
| -                           | Robert Kišerlovski          | Katusha-Alpecin             | 20                          |
| -                           | Jesper Hansen               | Astana                      | 20                          |
| -                           | Laurens ten Dam             | Sunweb                      | 20                          |
| -                           | Kanstantsin Siutsou         | Bahrain-Merida              | 20                          |
| -                           | Jacques Janse van Rensburg  | Dimension Data              | 20                          |
| -                           | François Bidard             | AG2R La Mondiale            | 20                          |
| -                           | Philip Deignan              | Sky                         | 20                          |
| 55                          | Phil Bauhaus                | Sunweb                      | 16                          |
| -                           | Vasil Kiryienka             | Sky                         | 16                          |
| -                           | Gregor Mühlberger           | Bora-Hansgrohe              | 16                          |
| -                           | Julien Bernard              | Trek-Segafredo              | 16                          |
| -                           | Rudy Molard                 | FDJ                         | 16                          |
| -                           | Peter Stetina               | Trek-Segafredo              | 16                          |
| -                           | Tomasz Marczyński           | Lotto-Soudal                | 16                          |
| -                           | José Mendes                 | Bora-Hansgrohe              | 16                          |
| -                           | Jesús Hernández Blázquez    | Trek-Segafredo              | 16                          |
| -                           | José Joaquín Rojas          | Movistar                    | 16                          |
| 65                          | Nathan Haas                 | Dimension Data              | 12                          |
| -                           | Enrico Battaglin            | Lotto NL-Jumbo              | 12                          |
| -                           | Tanel Kangert               | Astana                      | 12                          |
| -                           | Rory Sutherland             | Movistar                    | 12                          |
| -                           | Peio Bilbao                 | Astana                      | 12                          |
| -                           | Matteo Montaguti            | AG2R La Mondiale            | 12                          |
| -                           | Steve Morabito              | FDJ                         | 12                          |
| -                           | Simon Geschke               | Sunweb                      | 12                          |
| -                           | Diego Rosa                  | Sky                         | 12                          |
| 74                          | Maximiliano Richeze         | Quick-Step Floors           | 8                           |
| -                           | Víctor de la Parte          | Movistar                    | 8                           |
| -                           | Carlos Verona               | Orica-Scott                 | 8                           |
| -                           | Eros Capecchi               | Quick-Step Floors           | 8                           |
| -                           | Natnael Berhane             | Dimension Data              | 8                           |
| -                           | José Gonçalves              | Katusha-Alpecin             | 8                           |
| 80                          | Sacha Modolo                | UAE Emirates                | 4                           |
| -                           | Kristian Sbaragli           | Dimension Data              | 4                           |
| -                           | Ryan Gibbons                | Dimension Data              | 4                           |
| -                           | Joey Rosskopf               | BMC Racing                  | 4                           |

| #  | Équipe            | Points |
| -- | ----------------- | ------ |
| 1  | Sunweb            | 1338   |
| 2  | Movistar          | 1176   |
| 3  | Quick-Step Floors | 1060   |
| 4  | Bahrain-Merida    | 795    |
| 5  | FDJ               | 744    |
| 6  | Katusha-Alpecin   | 532    |
| 7  | Sky               | 484    |
| 8  | Trek-Segafredo    | 476    |
| 9  | AG2R La Mondiale  | 460    |
| 10 | UAE Emirates      | 444    |

| Suite du classement (11-18) | Suite du classement (11-18) | Suite du classement (11-18) | Suite du classement (11-18) |
| --------------------------- | --------------------------- | --------------------------- | --------------------------- |
| #                           | Équipe                      | Points                      |                             |
| 11                          | Bora-Hansgrohe              | 388                         |                             |
| 12                          | Orica-Scott                 | 364                         |                             |
| 13                          | Cannondale-Drapac           | 340                         |                             |
| 14                          | BMC Racing                  | 264                         |                             |
| -                           | Lotto-Soudal                | 264                         |                             |
| 16                          | Astana                      | 204                         |                             |
| 17                          | Dimension Data              | 168                         |                             |
| 18                          | Lotto NL-Jumbo              | 144                         |                             |

## Dopage
Le 4 mai 2017, un jour avant le début du 100e Tour d'Italie, l'UCI annonce que Nicola Ruffoni et son coéquipier de l'équipe Bardiani-CSF Stefano Pirazzi, ont été contrôlés positifs à des « peptides libérateurs de l’hormone de croissance » lors d'un test hors compétition le mois précédent. Ils sont interdits de départ et provisoirement suspendus en attendant le contrôle de l'échantillon B.

## Évolution des classements
Le classement général, dont le leader porte le maillot rose, s'établit en additionnant les temps réalisés à chaque étape, puis en ôtant d'éventuelles bonifications (10, 6 et 4 s à l'arrivée des étapes en ligne et 3, 2 et 1 s à chaque sprint intermédiaire). En cas d'égalité, les critères de départage, dans l'ordre, sont : centièmes de seconde enregistrés lors des contre-la-montre, addition des places obtenues lors de chaque étape, place obtenue lors de la dernière étape. Ce classement est considéré comme le plus important de la course et le gagnant est le vainqueur du Giro.
Le leader du classement par points porte le maillot cyclamen. Pour la troisième année consécutive, la répartition des points est différente selon le type d'étape. Ainsi, le classement par points est établi en fonction du barème suivant :
- Pour les arrivées des étapes dites « sans difficultés » ou de « basse difficulté » : 50 points, 35, 25, 18, 14, 12, 10, 8, 7, 6, 5, 4, 3, 2, 1 point pour les 15 premiers coureurs classés
- Pour les arrivées des étapes dites de « moyenne montagne » : 25 points, 18, 12, 8, 6, 5, 4, 3, 2, 1 point pour les 10 premiers coureurs classés
- Pour les arrivées des étapes dites de « haute montagne », les « contre-la-montre individuels » : 15 points, 12, 9, 7, 6, 5, 4, 3, 2 et 1 point pour les 10 premiers coureurs classés
- Pour les sprints intermédiaires des étapes de « sans difficultés » ou de « basse difficulté » : 20 points, 12, 8, 6, 4, 3, 2 et 1 point pour les 8 premiers coureurs classés
- Pour les sprints intermédiaires des étapes de « moyenne difficulté » : 10 points, 6, 3, 2 et 1 point pour les 5 premiers coureurs classés
- Pour les sprints intermédiaires des étapes de « haute montagne » : 8 points, 4 et 1 point pour les 3 premiers coureurs classés.

En cas d'égalité de points, les critères de départage, dans l'ordre, sont : nombre de victoires d'étape, nombre de sprints intermédiaires, classement général.
Le classement de la montagne, dont le leader porte le maillot bleu, change dans la répartition des points. Le nombre de catégories reste le même. Ainsi, le classement par points est établi en fonction du barème suivant :
- Pour l'ascension dite Cima Coppi : 45, 30, 20, 14, 10, 6, 4, 2 et 1 point pour les 9 premiers coureurs classés
- Pour les ascensions de 1re catégorie : 35, 18, 12, 9, 6, 4, 2 et 1 point pour les 8 premiers coureurs classés
- Pour les ascensions de 2e catégorie : 15, 8, 6, 4, 2 et 1 point pour les 6 premiers coureurs classés
- Pour les ascensions de 3e catégorie : 7, 4, 2 et 1 point pour les 4 premiers coureurs classés
- Pour les ascensions de 4e catégorie : 3, 2 et 1 point pour les 3 premiers coureurs classés.

En cas d'égalité de points, les critères de départage, dans l'ordre, sont : nombre de premières places dans la Cima Coppi, les ascensions de 1re, de 2e, de 3e, puis de 4e catégorie, classement général.
Le classement du meilleur jeune, dont le leader porte le maillot blanc, est le classement général des coureurs nés depuis le 1er janvier 1992.
Il existe également deux classements pour les équipes.
Le premier est le Trofeo Fast Team (classement par équipe au temps). Le classement par équipes de l'étape est l'addition des trois meilleurs temps individuels de chaque équipe, sauf lors du contre-la-montre par équipes, où l'on prend le temps de l'équipe. En cas d'égalité, les critères de départage, dans l'ordre, sont : addition des places des 3 premiers coureurs des équipes concernées, place du meilleur coureur sur l'étape. Calculer le classement par équipes revient à additionner les classements par équipes de chaque étape. En cas d'égalité, les critères de départage, dans l'ordre, sont : nombre de premières places dans le classement par équipes du jour, nombre de deuxièmes places dans le classement par équipes du jour, etc., place au classement général du meilleur coureur des équipes concernées.
Le second est le classement Trofeo Super Team (classement par équipe par points). Après chaque étape,
- L'équipe du premier marque 50 points, l'équipe du deuxième 35 points, 25, 18, 14, 12, 10, 8 et ainsi de suite jusqu'à l'équipe du quinzième qui marque 1 point, les points des différents coureurs d'une même équipe se cumulant.
- En plus des points distribués à l'arrivée, des points sont distribués aux sprints intermédiaires, (8, 5, 3, 2 et 1 point pour les étapes « sans difficultés » ou de « basse difficulté »), (8, 5 et 3 points pour les étapes de « moyenne difficulté »).

| Étape              | Vainqueur          | Classement général | Classement par points | Classement de la montagne | Classement du meilleur jeune | Classement par équipes aux temps | Classement par équipes aux points |
| ------------------ | ------------------ | ------------------ | --------------------- | ------------------------- | ---------------------------- | -------------------------------- | --------------------------------- |
| 1                  | Lukas Pöstlberger  | Lukas Pöstlberger  | Lukas Pöstlberger     | Cesare Benedetti          | Lukas Pöstlberger            | Bora-Hansgrohe                   | Bora-Hansgrohe                    |
| 2                  | André Greipel      | André Greipel      | André Greipel         | Daniel Teklehaimanot      | Lukas Pöstlberger            | Orica-Scott                      | Lotto-Soudal                      |
| 3                  | Fernando Gaviria   | Fernando Gaviria   | André Greipel         | Daniel Teklehaimanot      | Fernando Gaviria             | Quick-Step Floors                | Dimension Data                    |
| 4                  | Jan Polanc         | Bob Jungels        | André Greipel         | Jan Polanc                | Bob Jungels                  | Cannondale-Drapac                | UAE Emirates                      |
| 5                  | Fernando Gaviria   | Bob Jungels        | Fernando Gaviria      | Jan Polanc                | Bob Jungels                  | Cannondale-Drapac                | Quick-Step Floors                 |
| 6                  | Silvan Dillier     | Bob Jungels        | Fernando Gaviria      | Jan Polanc                | Bob Jungels                  | Cannondale-Drapac                | Quick-Step Floors                 |
| 7                  | Caleb Ewan         | Bob Jungels        | Fernando Gaviria      | Jan Polanc                | Bob Jungels                  | UAE Emirates                     | Quick-Step Floors                 |
| 8                  | Gorka Izagirre     | Bob Jungels        | Fernando Gaviria      | Jan Polanc                | Bob Jungels                  | UAE Emirates                     | Quick-Step Floors                 |
| 9                  | Nairo Quintana     | Nairo Quintana     | Fernando Gaviria      | Jan Polanc                | Davide Formolo               | Movistar                         | Quick-Step Floors                 |
| 10                 | Tom Dumoulin       | Tom Dumoulin       | Fernando Gaviria      | Jan Polanc                | Bob Jungels                  | Movistar                         | Quick-Step Floors                 |
| 11                 | Omar Fraile        | Tom Dumoulin       | Fernando Gaviria      | Jan Polanc                | Bob Jungels                  | Movistar                         | Quick-Step Floors                 |
| 12                 | Fernando Gaviria   | Tom Dumoulin       | Fernando Gaviria      | Omar Fraile               | Bob Jungels                  | Movistar                         | Quick-Step Floors                 |
| 13                 | Fernando Gaviria   | Tom Dumoulin       | Fernando Gaviria      | Omar Fraile               | Bob Jungels                  | Movistar                         | Quick-Step Floors                 |
| 14                 | Tom Dumoulin       | Tom Dumoulin       | Fernando Gaviria      | Tom Dumoulin              | Bob Jungels                  | Movistar                         | Quick-Step Floors                 |
| 15                 | Bob Jungels        | Tom Dumoulin       | Fernando Gaviria      | Tom Dumoulin              | Bob Jungels                  | Movistar                         | Quick-Step Floors                 |
| 16                 | Vincenzo Nibali    | Tom Dumoulin       | Fernando Gaviria      | Mikel Landa               | Bob Jungels                  | Movistar                         | Quick-Step Floors                 |
| 17                 | Pierre Rolland     | Tom Dumoulin       | Fernando Gaviria      | Mikel Landa               | Bob Jungels                  | Movistar                         | Quick-Step Floors                 |
| 18                 | Tejay Van Garderen | Tom Dumoulin       | Fernando Gaviria      | Mikel Landa               | Adam Yates                   | Movistar                         | Quick-Step Floors                 |
| 19                 | Mikel Landa        | Nairo Quintana     | Fernando Gaviria      | Mikel Landa               | Adam Yates                   | Movistar                         | Quick-Step Floors                 |
| 20                 | Thibaut Pinot      | Nairo Quintana     | Fernando Gaviria      | Mikel Landa               | Adam Yates                   | Movistar                         | Quick-Step Floors                 |
| 21                 | Jos van Emden      | Tom Dumoulin       | Fernando Gaviria      | Mikel Landa               | Bob Jungels                  | Movistar                         | Quick-Step Floors                 |
| Classements finals | Classements finals | Tom Dumoulin       | Fernando Gaviria      | Mikel Landa               | Bob Jungels                  | Movistar                         | Quick-Step Floors                 |

## Médiatisation
En France, cette édition marque la première diffusion en clair de la course sur la chaîne L'Équipe.

## Liste des participants
- Le dossard 21 aurait dû être attribué à Michele Scarponi décédé le 22 avril 2017. Son équipe a décidé de ne pas le remplacer.
- Nicola Ruffoni et Stefano Pirazzi, dossard 31 et 39 ont été contrôlés positifs hors compétition respectivement les 25 et 26 avril, et ne sont donc pas autorisés à prendre le départ.

| Légende                             | Légende                                                                                                  | Légende                                | Légende                                                                                         |
| ----------------------------------- | --- | -------------------------------------- | ----------------------------------------------------------------------------------------------- |
| Num                                 | Dossard de départ porté par le coureur sur ce Tour d'Italie                                              | Pos                                    | Position finale au classement général                                                           |
| Leader du classement général        | Indique le vainqueur du classement général                                                               | Leader du classement par points        | Indique le vainqueur du classement par points                                                   |
| Leader du classement de la montagne | Indique le vainqueur du classement de la montagne                                                        | Leader du classement du meilleur jeune | Indique le vainqueur du classement du meilleur jeune                                            |
|                                     | Indique un maillot de champion national ou mondial, suivi de sa spécialité                               | #                                      | Indique la meilleure équipe aux temps                                                           |
| NP                                  | Indique un coureur qui n'a pas pris le départ d'une étape, suivi du numéro de l'étape où il s'est retiré | AB                                     | Indique un coureur qui n'a pas terminé une étape, suivi du numéro de l'étape où il s'est retiré |
| HD                                  | Indique un coureur qui a terminé une étape hors des délais, suivi du numéro de l'étape                   | EX                                     | Coureur exclu pour non-respect du règlement, suivi du numéro de l'étape                         |
| *                                   | Indique un coureur en lice pour le classement du meilleur jeune (coureurs nés après le 1er janvier 1992) |                                        |                                                                                                 |

| Bahrain-Merida TBM                  | Bahrain-Merida TBM                    | Bahrain-Merida TBM |
| ----------------------------------- | ------------------------------------- | ------------------ |
| Num                                 | Coureur                               | Pos                |
| 1                                   | Vincenzo Nibali (ITA)                 | 3e                 |
| 2                                   | Valerio Agnoli (ITA)                  | 110e               |
| 3                                   | Manuele Boaro (ITA)                   | 74e                |
| 4                                   | Enrico Gasparotto (ITA)               | 76e                |
| 5                                   | Javier Moreno (ESP)                   | EX-4               |
| 6                                   | Franco Pellizotti (ITA)               | 21e                |
| 7                                   | Luka Pibernik (SLO) *                 | 100e               |
| 8                                   | Kanstantsin Siutsou (BLR) (Route/Clm) | 35e                |
| 9                                   | Giovanni Visconti (ITA)               | AB-20              |
| Directeur sportif : Gorazd Štangelj |                                       |                    |

| AG2R La Mondiale ALM               | AG2R La Mondiale ALM     | AG2R La Mondiale ALM |
| ---------------------------------- | ------------------------ | -------------------- |
| Num                                | Coureur                  | Pos                  |
| 11                                 | Domenico Pozzovivo (ITA) | 6e                   |
| 12                                 | Julien Bérard (FRA)      | 131e                 |
| 13                                 | François Bidard (FRA) *  | 39e                  |
| 14                                 | Clément Chevrier (FRA) * | 81e                  |
| 15                                 | Hubert Dupont (FRA)      | 19e                  |
| 16                                 | Ben Gastauer (LUX)       | 29e                  |
| 17                                 | Alexandre Geniez (FRA)   | AB-4                 |
| 18                                 | Quentin Jauregui (FRA) * | 90e                  |
| 19                                 | Matteo Montaguti (ITA)   | 51e                  |
| Directeur sportif : Laurent Biondi |                          |                      |

| Astana AST                          | Astana AST               | Astana AST |
| ----------------------------------- | ------------------------ | ---------- |
| Num                                 | Coureur                  | Pos        |
| 21                                  |                          |            |
| 22                                  | Dario Cataldo (ITA)      | 14e        |
| 23                                  | Peio Bilbao (ESP)        | 66e        |
| 24                                  | Zhandos Bizhigitov (KAZ) | 160e       |
| 25                                  | Jesper Hansen (DEN)      | 32e        |
| 26                                  | Tanel Kangert (EST)      | AB-15      |
| 27                                  | Luis León Sánchez (ESP)  | 43e        |
| 28                                  | Paolo Tiralongo (ITA)    | 83e        |
| 29                                  | Andrey Zeits (KAZ)       | 63e        |
| Directeur sportif : Dmitriy Fofonov |                          |            |

| Bardiani CSF BRD                      | Bardiani CSF BRD          | Bardiani CSF BRD |
| ------------------------------------- | ------------------------- | ---------------- |
| Num                                   | Coureur                   | Pos              |
| 31                                    |                           |                  |
| 32                                    | Vincenzo Albanese (ITA) * | NP-16            |
| 33                                    | Simone Andreetta (ITA) *  | 156e             |
| 34                                    | Enrico Barbin (ITA)       | 124e             |
| 35                                    | Nicola Boem (ITA)         | 152e             |
| 36                                    | Giulio Ciccone (ITA) *    | 95e              |
| 37                                    | Mirco Maestri (ITA)       | 143e             |
| 38                                    | Lorenzo Rota (ITA) *      | 151e             |
| 39                                    |                           |                  |
| Directeur sportif : Stefano Reverberi |                           |                  |

| BMC Racing BMC                   | BMC Racing BMC               | BMC Racing BMC |
| -------------------------------- | ---------------------------- | -------------- |
| Num                              | Coureur                      | Pos            |
| 41                               | Tejay Van Garderen (USA)     | 20e            |
| 42                               | Rohan Dennis (AUS) (Clm)     | AB-4           |
| 43                               | Silvan Dillier (SUI)         | 67e            |
| 44                               | Ben Hermans (BEL)            | AB-16          |
| 45                               | Manuel Quinziato (ITA) (Clm) | 133e           |
| 46                               | Joey Rosskopf (USA)          | 70e            |
| 47                               | Manuel Senni (ITA) *         | 79e            |
| 48                               | Dylan Teuns (BEL) *          | 75e            |
| 49                               | Francisco Ventoso (ESP)      | 94e            |
| Directeur sportif : Allan Peiper |                              |                |

| Bora-Hansgrohe BOH                   | Bora-Hansgrohe BOH        | Bora-Hansgrohe BOH |
| ------------------------------------ | ------------------------- | ------------------ |
| Num                                  | Coureur                   | Pos                |
| 51                                   | Jan Bárta (CZE)           | 127e               |
| 52                                   | Cesare Benedetti (ITA)    | 115e               |
| 53                                   | Sam Bennett (IRL)         | 158e               |
| 54                                   | Patrick Konrad (AUT)      | 16e                |
| 55                                   | José Mendes (POR) (Route) | 48e                |
| 56                                   | Gregor Mühlberger (AUT) * | 41e                |
| 57                                   | Matteo Pelucchi (ITA)     | HD-10              |
| 58                                   | Lukas Pöstlberger (AUT) * | 114e               |
| 59                                   | Rüdiger Selig (GER)       | AB-15              |
| Directeur sportif : Enrico Poitschke |                           |                    |

| Cannondale-Drapac CDT                | Cannondale-Drapac CDT   | Cannondale-Drapac CDT |
| ------------------------------------ | ----------------------- | --------------------- |
| Num                                  | Coureur                 | Pos                   |
| 61                                   | Pierre Rolland (FRA)    | 22e                   |
| 62                                   | Hugh Carthy (GBR) *     | 92e                   |
| 63                                   | Joe Dombrowski (USA)    | 69e                   |
| 64                                   | Davide Formolo (ITA) *  | 10e                   |
| 65                                   | Alex Howes (USA)        | 136e                  |
| 66                                   | Kristjan Koren (SLO)    | 128e                  |
| 67                                   | Tom-Jelte Slagter (NED) | 77e                   |
| 68                                   | Davide Villella (ITA)   | 72e                   |
| 69                                   | Michael Woods (CAN)     | 38e                   |
| Directeur sportif : Charles Wegelius |                         |                       |

| CCC Sprandi Polkowice CCC         | CCC Sprandi Polkowice CCC   | CCC Sprandi Polkowice CCC |
| --------------------------------- | --------------------------- | ------------------------- |
| Num                               | Coureur                     | Pos                       |
| 71                                | Jan Hirt (CZE)              | 12e                       |
| 72                                | Marcin Białobłocki (POL)    | 159e                      |
| 73                                | Felix Großschartner (AUT) * | 78e                       |
| 74                                | Łukasz Owsian (POL)         | 88e                       |
| 75                                | Maciej Paterski (POL)       | 137e                      |
| 76                                | Simone Ponzi (ITA)          | 126e                      |
| 77                                | Branislau Samoilau (BLR)    | 112e                      |
| 78                                | Michal Schlegel (CZE) *     | 45e                       |
| 79                                | Jan Tratnik (SLO) (Route)   | 106e                      |
| Directeur sportif : Piotr Wadecki |                             |                           |

| FDJ                             | FDJ                         | FDJ   |
| ------------------------------- | --------------------------- | ----- |
| Num                             | Coureur                     | Pos   |
| 81                              | Thibaut Pinot (FRA) (Clm)   | 4e    |
| 82                              | William Bonnet (FRA)        | NP-16 |
| 83                              | Matthieu Ladagnous (FRA)    | 97e   |
| 84                              | Tobias Ludvigsson (SWE)     | 85e   |
| 85                              | Rudy Molard (FRA)           | 44e   |
| 86                              | Steve Morabito (SUI)        | 53e   |
| 87                              | Sébastien Reichenbach (SUI) | 15e   |
| 88                              | Jérémy Roy (FRA)            | 73e   |
| 89                              | Benoît Vaugrenard (FRA)     | 103e  |
| Directeur sportif : Yvon Madiot |                             |       |

| Gazprom-RusVelo GAZ              | Gazprom-RusVelo GAZ         | Gazprom-RusVelo GAZ |
| -------------------------------- | --------------------------- | ------------------- |
| Num                              | Coureur                     | Pos                 |
| 91                               | Sergey Firsanov (RUS)       | 96e                 |
| 92                               | Pavel Brutt (RUS)           | 134e                |
| 93                               | Alexander Foliforov (RUS) * | 40e                 |
| 94                               | Dmitry Kozontchuk (RUS)     | 145e                |
| 95                               | Sergueï Lagoutine (RUS)     | 157e                |
| 96                               | Ivan Rovny (RUS)            | 119e                |
| 97                               | Ivan Savitskiy (RUS) *      | AB-15               |
| 98                               | Evgeny Shalunov (RUS) *     | 123e                |
| 99                               | Alexey Tsatevitch (RUS)     | 121e                |
| Directeur sportif : Paolo Rosola |                             |                     |

| Lotto-Soudal LTS                  | Lotto-Soudal LTS            | Lotto-Soudal LTS |
| --------------------------------- | --------------------------- | ---------------- |
| Num                               | Coureur                     | Pos              |
| 100                               | André Greipel (GER) (Route) | NP-14            |
| 101                               | Lars Bak (DEN)              | 118e             |
| 102                               | Sean De Bie (BEL)           | AB-16            |
| 103                               | Jasper De Buyst (BEL) *     | AB-18            |
| 104                               | Bart De Clercq (BEL)        | AB-15            |
| 105                               | Adam Hansen (AUS)           | 93e              |
| 106                               | Moreno Hofland (NED)        | 139e             |
| 107                               | Tomasz Marczyński (POL)     | 47e              |
| 109                               | Maxime Monfort (BEL)        | 13e              |
| Directeur sportif : Marc Sergeant |                             |                  |

| Movistar # MOV                    | Movistar # MOV                   | Movistar # MOV |
| --------------------------------- | -------------------------------- | -------------- |
| Num                               | Coureur                          | Pos            |
| 111                               | Nairo Quintana (COL)             | 2e             |
| 112                               | Andrey Amador (CRC)              | 18e            |
| 113                               | Winner Anacona (COL)             | 25e            |
| 114                               | Daniele Bennati (ITA)            | AB-16          |
| 115                               | Víctor de la Parte (ESP)         | 56e            |
| 116                               | José Herrada (ESP)               | 61e            |
| 117                               | Gorka Izagirre (ESP)             | 28e            |
| 118                               | José Joaquín Rojas (ESP) (Route) | 50e            |
| 119                               | Rory Sutherland (AUS)            | 108e           |
| Directeur sportif : Eusebio Unzué |                                  |                |

| Orica-Scott ORS                   | Orica-Scott ORS               | Orica-Scott ORS |
| --------------------------------- | ----------------------------- | --------------- |
| Num                               | Coureur                       | Pos             |
| 121                               | Adam Yates (GBR) *            | 9e              |
| 122                               | Alexander Edmondson (AUS) *   | NP-16           |
| 123                               | Caleb Ewan (AUS) *            | AB-15           |
| 124                               | Michael Hepburn (AUS)         | 122e            |
| 125                               | Christopher Juul Jensen (DEN) | 109e            |
| 126                               | Luka Mezgec (SLO)             | 107e            |
| 127                               | Rubén Plaza (ESP)             | 30e             |
| 128                               | Svein Tuft (CAN)              | 142e            |
| 129                               | Carlos Verona (ESP) *         | 57e             |
| Directeur sportif : Matthew White |                               |                 |

| Quick-Step Floors QST                | Quick-Step Floors QST           | Quick-Step Floors QST |
| ------------------------------------ | ------------------------------- | --------------------- |
| Num                                  | Coureur                         | Pos                   |
| 131                                  | Bob Jungels (LUX) (Route/Clm) * | 8e                    |
| 132                                  | Eros Capecchi (ITA)             | 58e                   |
| 133                                  | Laurens De Plus (BEL) *         | 24e                   |
| 134                                  | Dries Devenyns (BEL)            | 89e                   |
| 135                                  | Fernando Gaviria (COL) *        | 129e                  |
| 136                                  | Iljo Keisse (BEL)               | 144e                  |
| 137                                  | Davide Martinelli (ITA)         | 153e                  |
| 138                                  | Maximiliano Richeze (ARG)       | 148e                  |
| 139                                  | Pieter Serry (BEL)              | 105e                  |
| Directeur sportif : Wilfried Peeters |                                 |                       |

| Dimension Data DDD                | Dimension Data DDD                     | Dimension Data DDD |
| --------------------------------- | -------------------------------------- | ------------------ |
| Num                               | Coureur                                | Pos                |
| 141                               | Nathan Haas (AUS)                      | AB-11              |
| 142                               | Igor Antón (ESP)                       | 62e                |
| 143                               | Natnael Berhane (ERY)                  | 59e                |
| 144                               | Omar Fraile (ESP)                      | 65e                |
| 145                               | Ryan Gibbons (RSA) *                   | NP-16              |
| 146                               | Jacques Janse van Rensburg (RSA)       | 36e                |
| 147                               | Kristian Sbaragli (ITA)                | 101e               |
| 148                               | Daniel Teklehaimanot (ERI) (Route/Clm) | 111e               |
| 149                               | Johann van Zyl (RSA)                   | 149e               |
| Directeur sportif : Roger Hammond |                                        |                    |

| Katusha-Alpecin KAT              | Katusha-Alpecin KAT           | Katusha-Alpecin KAT |
| -------------------------------- | ----------------------------- | ------------------- |
| Num                              | Coureur                       | Pos                 |
| 151                              | Ilnur Zakarin (RUS)           | 5e                  |
| 152                              | Maxim Belkov (RUS)            | 125e                |
| 153                              | José Gonçalves (POR)          | 60e                 |
| 154                              | Robert Kišerlovski (CRO)      | 31e                 |
| 155                              | Pavel Kochetkov (RUS) (Route) | AB-4                |
| 156                              | Viatcheslav Kouznetsov (RUS)  | 132e                |
| 157                              | Alberto Losada (ESP)          | 147e                |
| 158                              | Matvey Mamykin (RUS) *        | 87e                 |
| 159                              | Ángel Vicioso (ESP)           | NP-21               |
| Directeur sportif : José Azevedo |                               |                     |

| Lotto NL-Jumbo TLJ                 | Lotto NL-Jumbo TLJ             | Lotto NL-Jumbo TLJ |
| ---------------------------------- | ------------------------------ | ------------------ |
| Num                                | Coureur                        | Pos                |
| 161                                | Steven Kruijswijk (NED)        | NP-20              |
| 162                                | Enrico Battaglin (ITA)         | 64e                |
| 163                                | Victor Campenaerts (BEL) (Clm) | AB-16              |
| 164                                | Twan Castelijns (NED)          | 130e               |
| 165                                | Stef Clement (NED)             | 23e                |
| 166                                | Martijn Keizer (NED)           | 116e               |
| 167                                | Bram Tankink (NED)             | AB-19              |
| 168                                | Jurgen Van den Broeck (BEL)    | 91e                |
| 169                                | Jos van Emden (NED)            | 117e               |
| Directeur sportif : Nico Verhoeven |                                |                    |

| Sky SKY                            | Sky SKY                 | Sky SKY |
| ---------------------------------- | ----------------------- | ------- |
| Num                                | Coureur                 | Pos     |
| 171                                | Mikel Landa (ESP)       | 17e     |
| 172                                | Philip Deignan (IRL)    | 37e     |
| 173                                | Kenny Elissonde (FRA)   | AB-16   |
| 174                                | Michał Gołaś (POL)      | 141e    |
| 175                                | Sebastián Henao (COL) * | 33e     |
| 176                                | Vasil Kiryienka (BLR)   | 102e    |
| 177                                | Salvatore Puccio (ITA)  | 86e     |
| 178                                | Diego Rosa (ITA)        | 55e     |
| 179                                | Geraint Thomas (GBR)    | NP-13   |
| Directeur sportif : Nicolas Portal |                         |         |

| Sunweb SUN                      | Sunweb SUN               | Sunweb SUN |
| ------------------------------- | ------------------------ | ---------- |
| Num                             | Coureur                  | Pos        |
| 181                             | Tom Dumoulin (NED) (Clm) | 1er        |
| 182                             | Phil Bauhaus (GER) *     | AB-17      |
| 183                             | Simon Geschke (GER)      | 54e        |
| 184                             | Chad Haga (USA)          | 82e        |
| 185                             | Wilco Kelderman (NED)    | AB-9       |
| 186                             | Sindre Lunke (NOR) *     | 120e       |
| 187                             | Georg Preidler (AUT)     | 71e        |
| 188                             | Tom Stamsnijder (NED)    | 154e       |
| 189                             | Laurens ten Dam (NED)    | 34e        |
| Directeur sportif : Rudie Kemna |                          |            |

| Trek-Segafredo TFS                 | Trek-Segafredo TFS             | Trek-Segafredo TFS |
| ---------------------------------- | ------------------------------ | ------------------ |
| Num                                | Coureur                        | Pos                |
| 191                                | Bauke Mollema (NED)            | 7e                 |
| 192                                | Eugenio Alafaci (ITA)          | 146e               |
| 193                                | Julien Bernard (FRA) *         | 42e                |
| 194                                | Laurent Didier (LUX)           | AB-11              |
| 195                                | Jesús Hernández Blázquez (ESP) | 49e                |
| 196                                | Giacomo Nizzolo (ITA) (Route)  | NP-11              |
| 197                                | Mads Pedersen (DEN) *          | 138e               |
| 198                                | Peter Stetina (USA)            | 46e                |
| 199                                | Jasper Stuyven (BEL) *         | 98e                |
| Directeur sportif : Alain Gallopin |                                |                    |

| UAE Emirates UAD                 | UAE Emirates UAD       | UAE Emirates UAD |
| -------------------------------- | ---------------------- | ---------------- |
| Num                              | Coureur                | Pos              |
| 201                              | Rui Costa (POR)        | 27e              |
| 202                              | Valerio Conti (ITA) *  | 68e              |
| 203                              | Roberto Ferrari (ITA)  | 150e             |
| 204                              | Marco Marcato (ITA)    | 113e             |
| 205                              | Sacha Modolo (ITA)     | AB-17            |
| 206                              | Matej Mohorič (SLO) *  | 135e             |
| 207                              | Edward Ravasi (ITA) *  | 80e              |
| 208                              | Simone Petilli (ITA) * | 26e              |
| 209                              | Jan Polanc (SLO) *     | 11e              |
| Directeur sportif : Mario Scirea |                        |                  |

| Wilier Triestina-Selle Italia WIL  | Wilier Triestina-Selle Italia WIL | Wilier Triestina-Selle Italia WIL |
| ---------------------------------- | --------------------------------- | --------------------------------- |
| Num                                | Coureur                           | Pos                               |
| 211                                | Filippo Pozzato (ITA)             | 104e                              |
| 212                                | Julen Amézqueta (ESP) *           | 99e                               |
| 213                                | Matteo Busato (ITA)               | 84e                               |
| 214                                | Giuseppe Fonzi (ITA)              | 161e                              |
| 215                                | Ilia Koshevoy (BLR)               | 155e                              |
| 216                                | Jakub Mareczko (ITA) *            | NP-14                             |
| 217                                | Daniel Martínez (COL) *           | NP-17                             |
| 218                                | Cristian Rodríguez (ESP) *        | 52e                               |
| 219                                | Eugert Zhupa (ALB)                | 140e                              |
| Directeur sportif : Luca Amoriello |                                   |                                   |